# Cừu Romney

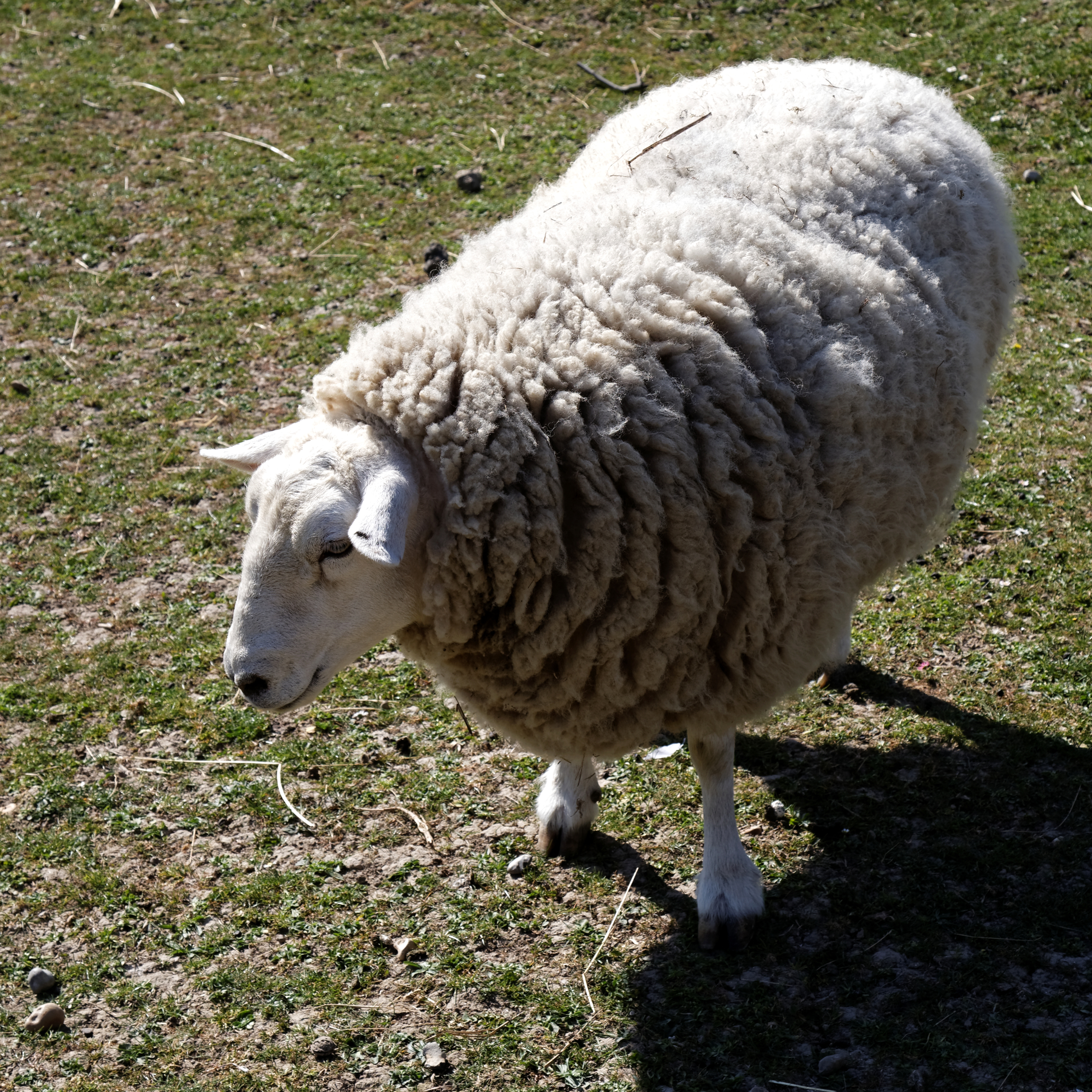
Một con cừu Kent

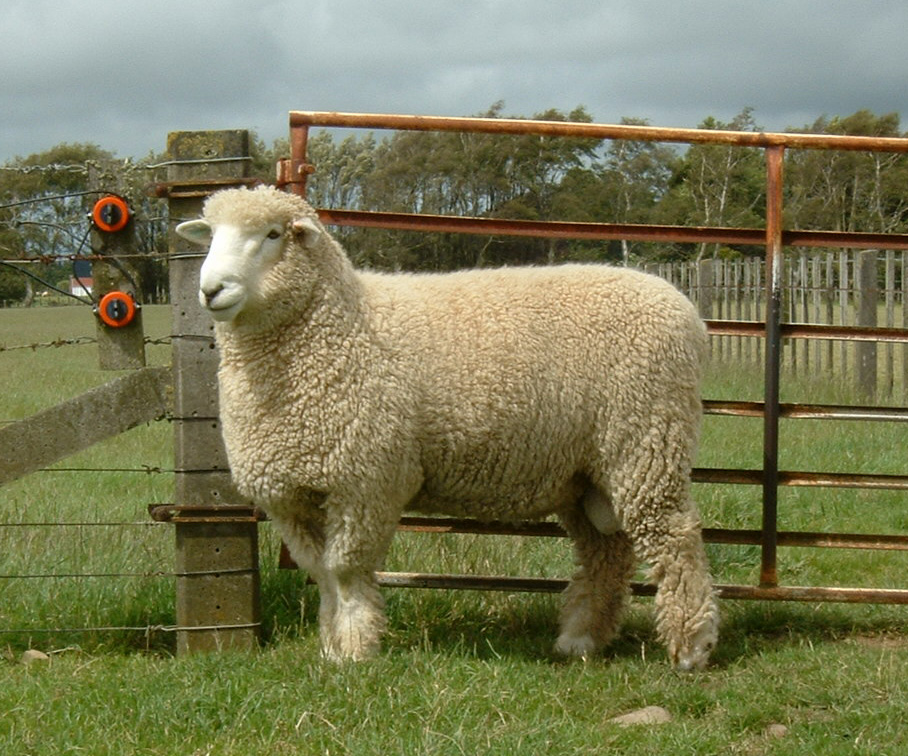
Một con cừu Romney

Cừu Romney trước đây gọi là cừu Romney Marsh nhưng thường được gọi bởi các nông dân địa phương như là cừu Kent là một giống cừu có nguồn gốc ở Anh. Các con cừu Romney là một giống cừu lông dài được công nhận ở Anh vào năm 1800. Với việc được xuất khẩu sang châu lục khác, cừu Romney là một giống cừu kinh tế quan trọng, đặc biệt là cho các con chiên thịt và ngành nghề xuất khẩu len của New Zealand. Chúng có xuất xứ từ vùng Kent Đông Nam nước Anh, thuộc giống cừu kiêm dụng lấy lông và thịt. Ngoài nước Anh, Niudilan, Argentina, Úc, Nga, Canada và Mỹ cũng có giống cừu này, trong đó Niudilan hiện là nước chăn nuôi giống cừu này với số lượng lớn nhất thế giới.
Số lượng tuyệt đối của con cừu cái Romney và cừu ở New Zealand để tạo giống không chỉ là đầu vào lớn nhất theo trọng tải cho nước ngoài và thương mại len trong nước, mà còn là một phần quan trọng của thương mại xuất khẩu thịt cừu đông lạnh của đất nước. New Zealand là nước xuất khẩu lớn nhất thế giới của thịt cừu đông lạnh và ướp lạnh. Trong năm 2008, kim ngạch xuất khẩu cừu thịt NZ (chủ yếu là thịt cừu) mang trong hơn một nửa của 4,5 tỷ NZ$ doanh thu xuất khẩu thịt của đất nước này.

## Lịch sử

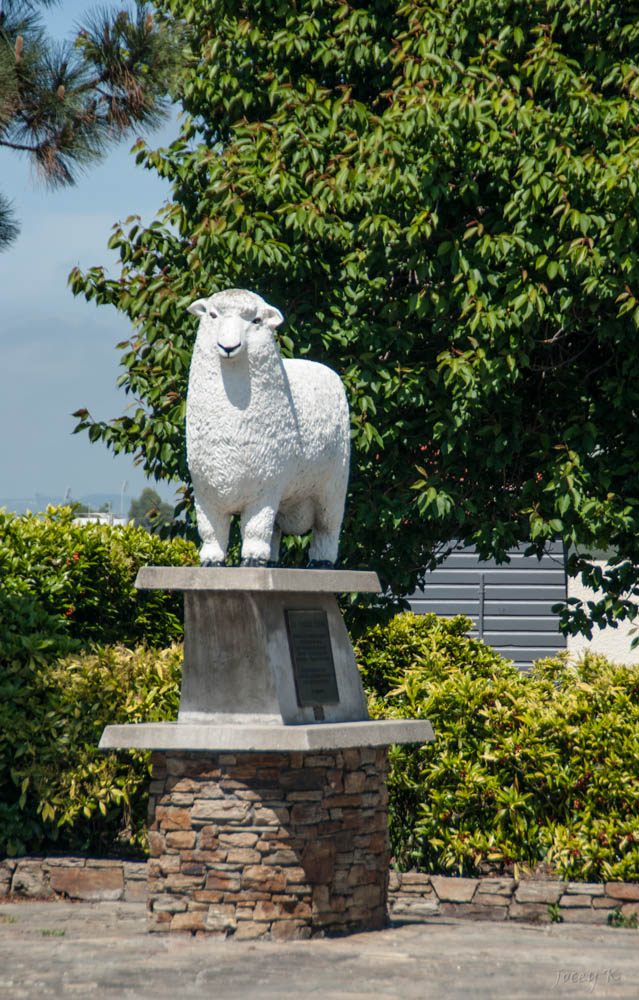
Tượng cừu Romney

Giống cừu này phát triển từ loại cừu lông dài lấy len thời trung cổ trong đó các giống cừu Romney và cừu Leicester là những ví dụ sớm. Những con cừu được công nhận năm 1800 là "Romney Marsh" hoặc "Kent" đã được cải thiện trong cơ thể và chất lượng lông cừu qua giao phối với cừu Leicester Bakewell của Anh. Cừu Romney có thể là màu trắng hoặc có pha màu.
Việc xác nhận xuất khẩu đầu tiên của Romneys từ nước Anh đã có một chuyến hàng hai mươi từ con từ Stone, Kent đã đi trên Cornwall tới New Zealand vào năm 1853. Với những điều này và thêm ba mươi con cừu cái gửi vào năm 1856, Alfred Ludlum thành lập đầu tiên Trang trại Romney Marsh của New Zealand vào năm 1860 tại Newry, trong Thung lũng Hutt, và Ludlam của anh rể Augustus Onslow Manby Gibbes, cũng nuôi chúng trong khoảng thời gian này ở Úc tại khách sạn cừu nổi tiếng của ông, Yarralumla.
Năm 1855 đã có 60.000 con cừu Merino ở NZ, nhưng con chiên Romney Marsh phát triển mạnh nhanh hơn, thay thế thị phần của cừu Merino trên hầu hết các nước. Hiệp hội Marsh Romney New Zealand được thành lập vào năm 1904. Alfred Matthews là chủ tịch đầu tiên; trại giống do ông sáng lập, Waiorongamai, vẫn tiếp tục. Năm 1965 ba phần tư của bầy quốc gia là giống cừu Romney. Vào giữa những năm 1990, cừu Romneys bao gồm 58% của các bầy con chiên New Zealand (ước tính vào năm 2000 ở mức 45 triệu đồng), với cừu Coopworth (lai giữa cừu Leicester biên giới và cừu Romney) và cừu Perendale (lai giữa cừu Cheviod với cừu Romney) chiếm một 16,6% bầy quốc gia, trong đó cừu Merino đứng ở mức 7% và cừu Corriedale ở mức 5,5%.
Thương mại xuất khẩu thịt cừu New Zealand bắt đầu vào năm 1882 với một lô hàng trên tàu Dunedin của 4900 xác đông lạnh để chuyển tới thị trường London. Điều này là bởi đến nay các hàng thịt lớn nhất từng được thực hiện trên đó một khoảng cách thời gian đó. Ngày 15 tháng 2, ngày khởi hành, vẫn tổ chức như New Zealand. Sau năm 1932, công nghệ cho vận chuyển thịt tươi ướp lạnh bằng đường biển (và sau đó là đường không) tăng cường hơn nữa thương mại xuất khẩu.
Câu chuyện của cừu Romney là hầu như không giới hạn ở Anh và New Zealand. Giống này đã được thành lập trong các thiết lập khác nhau như Patagonia, Úc, Bồ Đào Nha, Brazil, Canada, và miền Nam California. Đối với nhiều năm ở Anh là một nguồn chính của cừu Romney xuất khẩu. Giữa năm 1900 và 1955 mười tám ngàn cừu đực và 9000 con cừu cái đi từ Anh tới 43 quốc gia. bản thân New Zealand bắt đầu xuất khẩu sau khi giành chiến thắng tại Triển lãm quốc tế Argentina vào năm 1906. 

## Đặc điểm

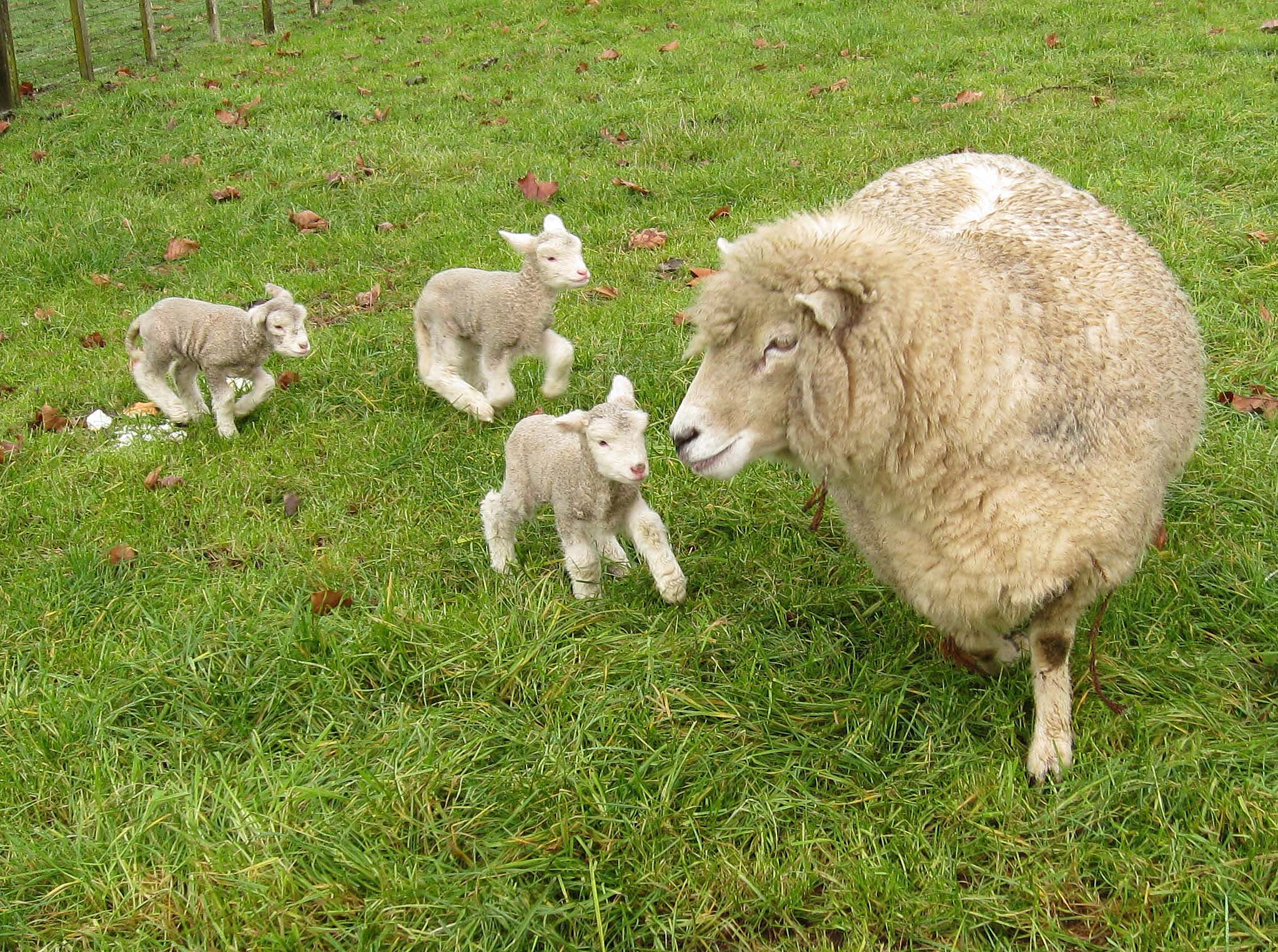
Cừu Romney ở New Zealand

Cừu Romney có thể chất chắc chắn, cấu trúc xương vững chãi, cả con đực và con cái đều không có sừng. Cơ thể lớn, lưng thẳng, con lấy thịt có thân hình khá tốt, 4 chân đều ngắn, lông toàn thân màu trắng. Con đực trưởng thành có trọng lượng 90–100 kg, con cái là 80–90 kg. Lượng lông có được từ con đực trưởng thành là 4–6 kg, con cái là 3–5 kg, lông dài 11–15 cm, độ mảnh 46-50 chiếc, tỷ lệ cừu non 120%.
Hầu như tất cả các mô tả chi tiết của Romney trích dẫn liên quan đến kháng bệnh thối chân, một thuộc tính hiếm khi được đề cập trong mô tả của các giống khác. ". Người ta nói rằng thối chân và sán lá gan hiếm khi ảnh hưởng đến Romney Marsh" khi đọc một văn bản 1918 Mỹ. Một cuốn sách sau đó là thận trọng hơn: " Cừu Romney được cho là có khả năng chống thối chân, sán lá gan và các vấn đề khác thường bệnh dịch hạch cừu ở đồng cỏ ẩm ướt.
Các con cừu Romney nói chung là một giống cừu mặt với len dài mọc trên đôi chân đầy đủ. Tiêu chuẩn giống Romney không phải là giống hệt nhau trên tất cả các nước, nhưng có nhiều điểm chung. Các hiệp hội giống Romney lâu đời nhất, mà nước Anh (thành lập năm 1895), được thông qua các tiêu chuẩn sau đây vào năm 1991,
Mô tả chính thức của cừu Romney điển hình là như sau: Đi rộng, mức độ giữa hai tai, không có sừng hay tóc đen. Mắt phải lớn, tươi sáng và nổi bật. Mặt ở cừu cái đầy đủ. Mũi và móng nên có màu đen. Cổ cũng thụt vào ở vai, mạnh mẽ và không quá dài. Vai cũng đưa vào và bằng với lưng. Ngực rộng và sâu. Lưng thẳng và dài, với một thắt lưng rộng và sâu. Mông rộng, dài và nổi bật. Đuôi gần như ngay cả. Đùi gập và phát triển. Bộ mặt nên là màu trắng, và da của một màu hồng sạch. Xương sườn nên được bung tốt. Chân cũng được thiết lập, với xương tốt. Một con cừu Romney có thể có hoặc là một lông cừu màu hoặc màu trắng.
Cừu Romney sản xuất một lông cừu nặng. Một con đực trưởng thành khỏe mạnh có thể mang lại tại xén lông lên tới 10 kg mỗi năm, trong khi mức trung bình của bầy ở NZ cho chăn nuôi cừu thường trên 5 kg. Việc tăng cân lông cừu của một con cừu dài đến từ chiều dài sợi còn được sản xuất. Có lẽ khía cạnh quan trọng nhất của len, mà trên hết quyết định sử dụng tốt nhất của nó, là đường kính sợi trung bình (AFD). Lông cừu của Romney là lý tưởng cho các tay kéo sợi, và thường được khuyến cáo cho người mới bắt đầu.

## Chăn nuôi
Chúng có tính bầy đàn cao nên dễ quản lý, chúng thường đi kiếm ăn theo đàn nên việc chăm sóc và quản lý rất thuận lợi. Chúng cũng là loài dễ nuôi, mau lớn, ít tốn công chăm sóc. So với chăn nuôi bò thì chúng là vật nuôi dễ tính hơn, thức ăn của chúng rất đa dạng, thức ăn của chúng là những loại không cạnh tranh với lương thực của người. Chúng là động vật có vú ăn rất nhiều cỏ.
Hầu hết chúng gặm cỏ và ăn các loại cỏ khô khác, tránh các phần thực vật có gỗ nhiều. Chúng có chế độ hoạt động ban ngày, ăn từ sáng đến tối, thỉnh thoảng dừng lại để nghỉ ngơi và nhai lại. Đồng cỏ lý tưởng cho chúng như cỏ và cây họ Đậu. Khác với thức ăn gia súc, thức ăn chính của chúng trong mùa đông là cỏ khô.
Chúng là loài ăn tạp, có thể ăn được nhiều loại thức ăn bao gồm thức ăn thô xanh các loại như: rơm cỏ tươi, khô, rau, củ quả bầu bí các loại, phế phụ phẩm công nông nghiệp và các loại thức ăn tinh bổ sung như cám gạo ngũ cốc. Mỗi ngày chúng có thể ăn được một lượng thức ăn 15-20% thể trọng. Chúng cần một lượng thức ăn tính theo vật chất khô bằng 3,5% thể trọng. Với nhu cầu 65% vật chất khô từ thức ăn thô xanh (0,91 kg) và 35% vật chất khô từ thức ăn tinh (0,49 kg). Khi cho chúng ăn loại thức ăn thô xanh chứa 20% vật chất khô và thức ăn tinh chứa 90% vật chất khô.
Nguồn nước uống là nhu cầu cơ bản của chúng. Lượng nước cần cho chúng biến động theo mùa và loại và chất lượng thực phẩm mà chúng tiêu thụ. Khi chúng ăn nhiều trong các tháng đầu tiên và có mưa (kể cả sương, khi chúng ăn vào sáng sớm), chúng cần ít nước hơn. Khi chúng ăn nhiều cỏ khô thì chúng cần nhiều nước. Chúng cũng cần uống nước sạch, và có thể không uống nếu nước có tảo hoặc chất cặn. Trong một số khẩu phần ăn của chúng cũng bao gồm các khoáng chất, hoặc trộn với lượng ít.
Một chương trình lai được thiết kế tốt sẽ cho phép sử dụng các giống khác nhau một cách tốt nhất để cải tiến hiệu quả sản xuất thịt, lông trong chăn nuôi cừu.3. Tối ưu hóa được ưu thế lai (Heterosis hay hybrid vigor) và duy trì được ưu thế lai cao.Thông thường các con lai có năng suất cao hơn các con thuần tạo nên các con lai đó, sự tăng năng suất của các con lai là do kết quả của ưu thế lai. Ưu thế lai vừa tính ở trên là ưu thế lai cá thể (Individual Hybrid Vigor - HVI). Một cá thể lai có thể còn có một ưu thế lai nữa nếu con mẹ là cá thể lai. Loại ưu thế lai này được gọi là ưu thế lai từ mẹ (Maternal Hybrid Vigor (HVM).
Cả HVI và HVM đều đã ảnh hưởng và làm cho năng suất của con lai tăng lên. Ưu thế lai cả HVI, HVM và ảnh hưởng bổ sung của giống là những công cụ mạnh để tăng năng suất trong chăn nuôi cừu. Các ví dụ thực tế và các nghiên cứu đã chỉ ra rằng lai là một giải pháp giúp cải thiện năng suất thịt, khả năng sinh sản và len ở cừu. Các giống cừu Dorset, cừu Wiltshire Horn, cừu Romney và cừu Southdown đã được đưa vào châu Á từ khá sớm. Các con lai của chúng với cừu các giống địa phương thường sinh trưởng nhanh hơn con thuần các giống địa phương.

## Chăm sóc

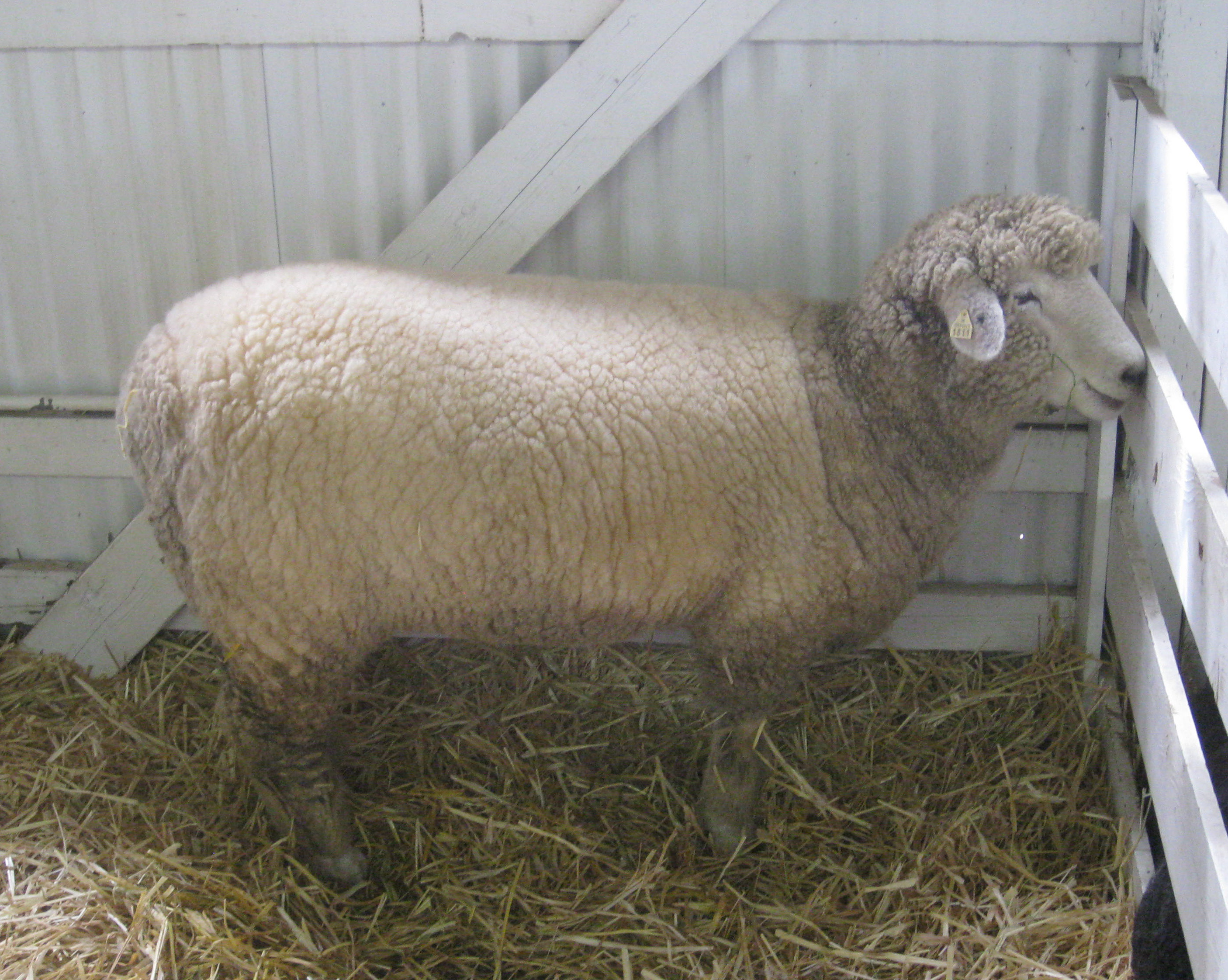
Cừu Romney ở hạt Clark

Sau khi cho phối giống 16-17 ngày mà không có biểu hiện động dục lại là có thể cừu đã có chửa, Căn cứ vào ngày phối giống để chuẩn bị đỡ đẻ cho cừu (thời gian mang thai của cừu 146-150 ngày) nhằm hạn chế cừu sơ sinh bị chết; Có thể bồi dưỡng thêm thức ăn tinh và rau cỏ non cho cừu có chửa nhưng tuyệt đối tránh thức ăn hôi mốc; Khi có dấu hiệu sắp đẻ (bầu vú căng, xuống sữa, sụt mông, âm hộ sưng to, dịch nhờn chảy ra, cào bới sàn…) nên nhốt ở chuồng riêng có lót ổ rơm và chăn dắt gần, tránh đồi dốc.
Thông thường cừu mẹ nằm đẻ nhưng cũng có trường hợp đứng đẻ, tốt nhất nên chuẩn bị đỡ đẻ cho cừu; Sau khi đẻ cừu mẹ tự liếm cho con. Tuy nhiên, vẫn phải lấy khăn sạch lau khô cho cừu con, nhất là ở miệng và mũi cho cừu con dễ thở. Lấy chỉ sạch buộc cuống rốn (cách rốn 4–5 cm), cắt cuống rốn cho cừu con và dùng cồn Iod để sát trùng; Giúp cừu con sơ sinh đứng dậy bú sữa đầu càng sớm càng tốt (vì trong sữa đầu có nhiều kháng thể tự nhiên); Đẻ xong cho cừu mẹ uống nước thoải mái (có pha đường 1% hoặc muối 0.5%).
Cừu con trong 10 ngày đầu sau khi đẻ cừu con bú sữa mẹ tự do; Từ 11-21 ngày tuổi cừu con bú mẹ 3 lần/ngày, nên tập cho cừu con ăn thêm thức ăn tinh và cỏ non, ngon; 80-90 ngày tuổi có thể cai sữa. Giai đoạn này phải có cỏ tươi non, ngon cho cừu con để kích thích bộ máy tiêu hóa phát triển (đặc biệt là dạ cỏ) và bù đắp lượng dinh dưỡng thiếu hụt do sữa mẹ cung cấp không đủ; Cừu sinh trưởng và phát triển nhanh, mạnh ở giai đoạn này.